# BetAB-M
BetAB-M - sowiecka bomba przeciwbetonowa małego wagomiaru przeznaczona głównie do niszczenia pasów startowych. Przenoszona w kasetach RBK-500 BETAB-M (12 szt.) i RBK-500U (10 szt.).
Bomba BetAB-M ma kształt wydłużonej strzały. Eksplodując pod powierzchnią pasa startowego uszkadza nawierzchnię w kole o średnicy ok. 1,5 m.